# John P. Wilson

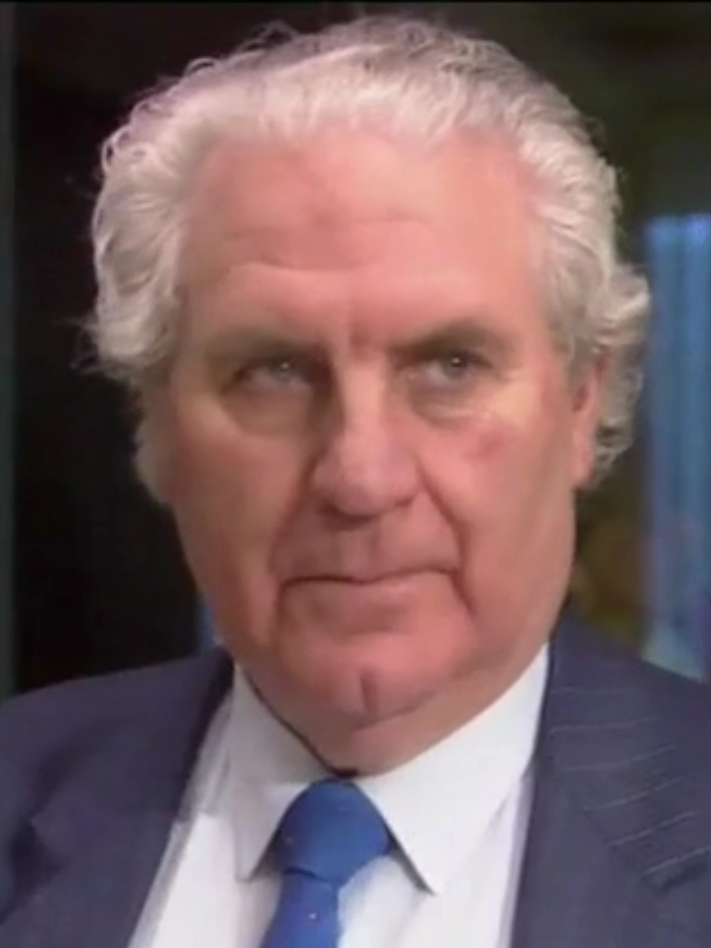
John P. Wilson (1987)

John Patrick Wilson (irisch Seán Pádraig Mac Uilliam; * 8. Juli 1923 im County Cavan; † 9. Juli 2007) war ein irischer Politiker der Fianna Fáil, stellvertretender Premierminister (Tánaiste) sowie mehrfach Minister.

## Biografie
Wilson wurde 1977 von Premierminister Jack Lynch erstmals als Erziehungsminister in eine Regierung berufen und übte dieses Amt auch unter Lynchs Nachfolger Charles Haughey bis zur Wahlniederlage der Fianna Fáil am 30. Juni 1981 aus. Im kurzzeitigen Kabinett von Haughey war er später vom 9. März bis zum 14. Dezember 1982 Minister für Post, Telegrafie und Verkehr.
Nach dem Wahlsieg der Fianna Fáil bei der Unterhauswahl 1987 wurde er im dritten Kabinett Haughey am 10. März 1987 zunächst Minister für Tourismus und Verkehr. Im Rahmen einer Kabinettsumbildung wurde er dann 1989 Marineminister und übte dieses Amt bis 1992 aus. Als am 31. Oktober 1990 Brian Lenihan senior als stellvertretender Premierminister (Tánaiste) aus der Regierung ausschied, weil ihn seine Partei zum Kandidaten für das Amt des Präsidenten von Irland nominiert hatte, wurde Wilson zusätzlich Vizepremier im Kabinett Haughey.
Nachdem Haughey das Amt des Premierministers am 11. Februar 1992 an Albert Reynolds übergeben hatte, übernahm er im Rahmen dieser Kabinettsneubildung das Amt des Verteidigungsministers sowie das Amt des Ministers für die irischsprachigen Gebiete (Gaeltacht) und behielt weiterhin das Amt des stellvertretenden Premierministers. Am 12. Januar 1993 schied Wilson aus dem Kabinett aus.